# Santa Rita (Santa Bárbara)
Santa Rita is een gemeente (gemeentecode 1624) in het departement Santa Bárbara in Honduras.
De gemeente ligt ten zuiden van de rivier Ulúa. Dicht bij het dorp staat de berg El Portillo.

## Bevolking
De bevolking is als volgt verdeeld:
| Vrouwen | 1972 | 49,1% |
| Mannen  | 2049 | 50,9% |

## Dorpen
De gemeente bestaat uit vijf dorpen (aldea), waarvan het grootste qua inwoneraantal: Santa Rita  (code 162401).
- Santa Rita
- El Aguaje
- El Jengibral
- El Teuxinte
- San Fernando